# Костел Вознесіння Пресвятої Діви Марії у Вільнюсі
Костел Вознесіння (Внебовзяття) Пресвятої Діви Марії (лит. Švč. M. Marijos Ėmimo į Dangų bažnyčia, пол. kościół Wniebowzięcia Najświętszej Maryi Panny, більш відомий як францисканський костел або францисканський костел на Пісках) — один із найстаріших католицьких храмів у Вільнюсі. Ансамбль храму і будівель монастиря є об'єктом культурної спадщини національного значення, що охороняється державою. Код ансамблю в Реєстрі культурних цінностей Литовської Республіки 769, код храму — 25 024.
Розташовується у Старому місті на вулиці Траку (Trakų g. 9 / Pranciškonų g. 1), в глибині скверу. Комплекс колишнього францисканського монастиря з прилеглими до нього будівлями каплиці Сузіна і храму займає велику ділянку між вулицями Траку, Пранцішкону, Лідос і Кедайню. Непарафіяльний храм належить францисканцям конвентуалам. Служби литовською мовою в будні дні о 17:30 і в неділю о 10:00; польською мовою в будні дні о 19:00 і в неділю о 11:30 (для дітей о 13:00). Ректор — Марек Деттлафф.

## Історія
Ченці францисканці у Вільно були вже при Гедиміні: в листі князя, датованому 26 травня 1323 року, саксонським францисканцям згадується церква, збудована для францисканців «в нашому королівському місті, іменованому Вільно». Її місце розташування не встановлено.
Згідно з традицією, при Ольгерді воєвода Петро Гоштовт запросив чотирнадцять францисканських ченців і заклав для них у своєму володінні монастир Діви Марії у тому місці, де пізніше розташовувався єпископський палац. За відсутності Ольгерда і Гоштовта, які вирушили в похід на Москву, жителі міста монастир спалили, а ченців убили. Гоштовт запросив інших ченців і біля свого дому, на піску, заклав новий монастир:

Y potom Petr Gasztolt pryweł inszych mnichow franciszkan, y ne smeł wżo na tom mestcy klasztora im budowaty, hde perwych pokażeno, y wczynił im klasztor na tom mesty, hde był sobi dom zbudował, na peskoch nad Winkrom, hde teper klasztor Matki Bozskoy stoit, y od tych czasow stał perszy klasztor chrystyanski rymskoho zakonu u Wilni mniszy Matki Bozskoy.
Поширена версія, однак, не підтверджується дослідженнями і документами. За документальними даними, віленський староста Ганул в 1388–1392 роках свої володіння у Вільно записав костелу Святого Миколая і францисканському монастирю. Францисканська обитель вперше згадується у привілеї Ягайла 1387, а храм — у 1392 році.
Монастир, заснований у 1387 році, ймовірно був дерев'яним. Вже в 1390 році його спалили хрестоносці. У 1399 році він знову горів, але був відбудований заново. Згодом монастир довелось відновити після ще однієї навали хрестоносців в 1410 році.
Кам'яний костел Вознесіння Пресвятої Діви Марії був побудований і освячений в 1421 році. Проте вже у 1533 році пожежа повністю знищила храм. Незабаром він був відбудований. У 1655 році монастир і костел були розграбовані московськими військами і козаками, а згодом сильно постраждали під час пожежі, що тривала сімнадцять днів. Після 1661 року храм знову відновлений. До 1675 храм був кам'яним, поштукатуреним, покритим черепицею, з десятьма пілонами, трьома капелами, органом і чотирнадцятьма вівтарями. У 1702 році костел і монастир пограбовані шведами. Храм страждав від спустошливих пожеж 1737 і особливо 1748 років, коли він повністю вигорів. Окремо від храму, не зачеплена пожежами, стояла зведена в XVI столітті дзвіниця, що нагадувала своєю формою вежу. У ній було 5 дзвонів. На жаль, вежа була зруйнована в 1872 році.
У 1708 році на кладовищі при костелі Міхал Сузін побудував сімейний мавзолей у стилі пізнього бароко.

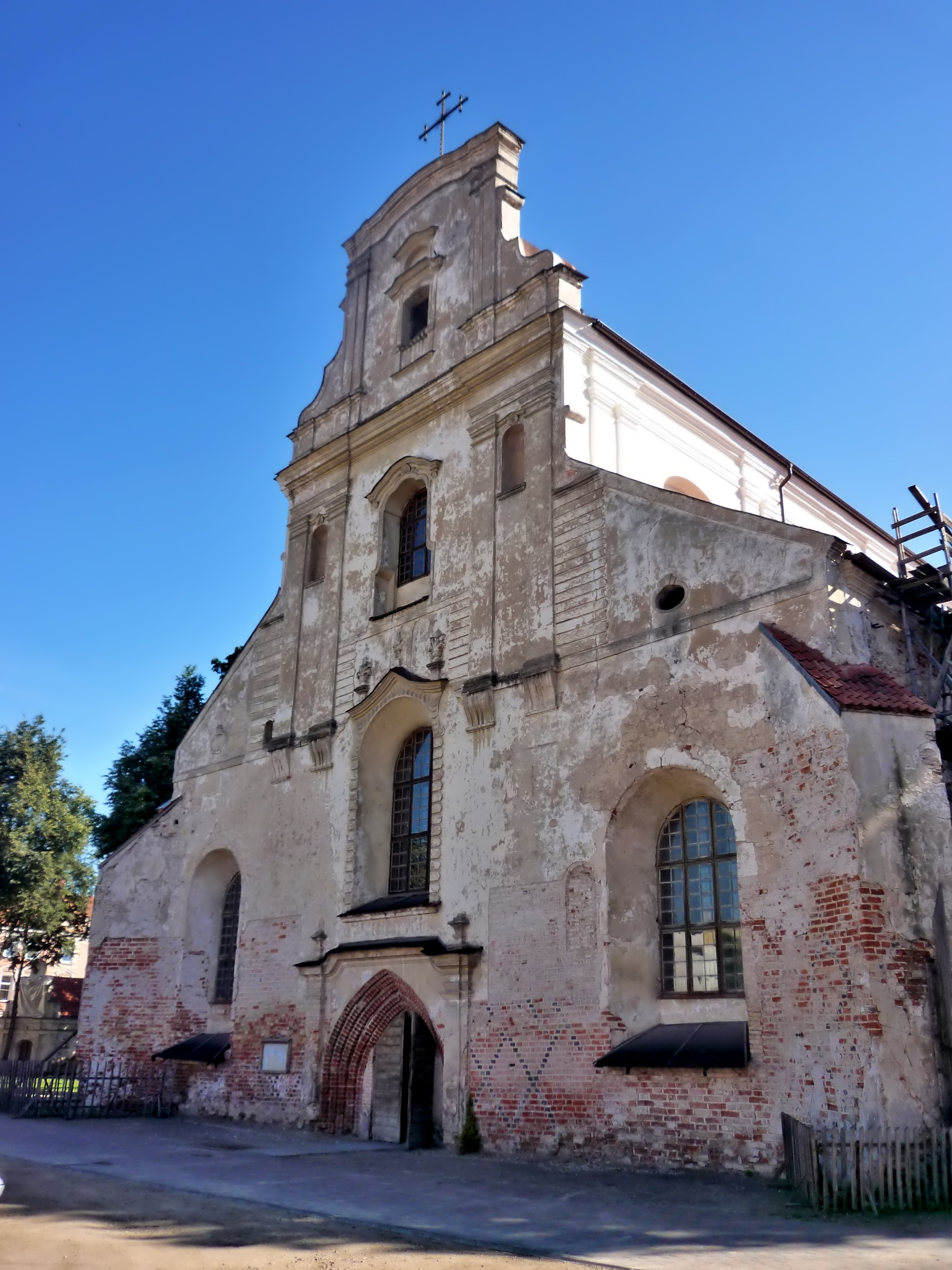
Головний фасад костелу

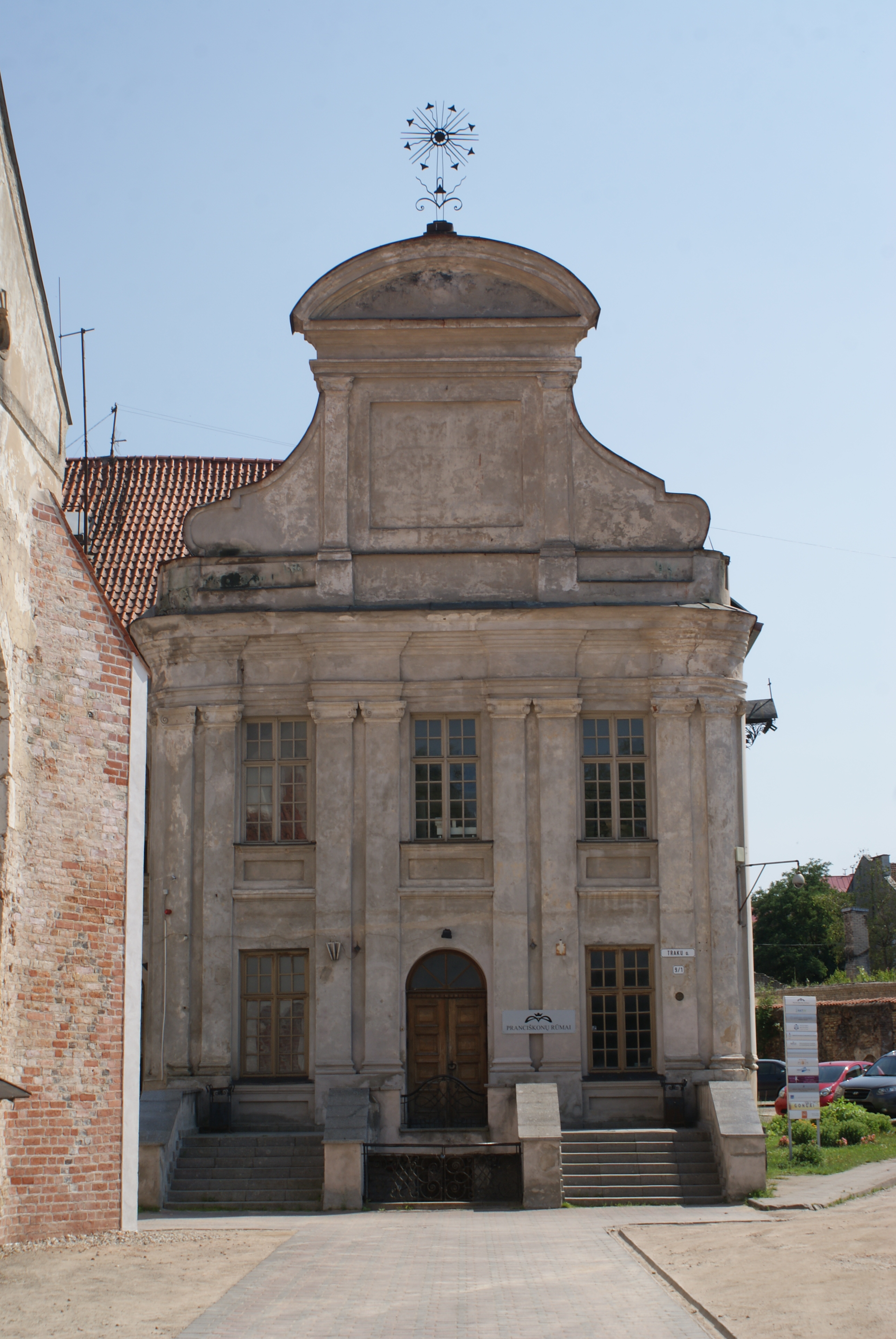
Фасад костелу і частина монастирського комплексу

У другій половині XVIII століття храм і монастир реконструювали, ймовірно, Казимир Камінський і Антоній Коссаковський. Костелу були додані риси пізнього бароко. Значно оновлений костел заново освячений в 1764 році; з того часу до наших днів зберігся його архітектурний вигляд.
Під час війни 1812 року французи облаштували в костелі зерносховище, а в монастирі — лікарню. У монастирі було велике зібрання старовинних книг, більшість яких украли французи. Після повстання 1831 року в частині монастирських приміщень російська влада влаштувала в'язницю для політичних в'язнів, а в іншій частині діяв військовий госпіталь (1831—1837). У 1837 році в будівлях монастиря був розміщений губернський архів.
У 1862 році перед костелом проходили релігійно-патріотичні антиросійські маніфестації зі співом польського гімну. Ченці підтримали повстання 1863 року. Влітку 1864 року влада Російської імперії закрила костел і монастир. Фрески і скульптури були знищені. В частині приміщень монастиря влаштована в'язниця. В інших монастирських будівлях та храмі розташувались державний і міський архіви, ломбард, склад зброї, притулок Святої Зіти, читальня та інші установи. Згодом у приміщеннях монастиря діяли Литовське наукове товариство (Lietuvių mokslo draugija 1908–1917), двокласна литовська школа (1908–1924); в південному корпусі монастиря (на вулиці Лідос) були заснована філантропом Юзефом Монтвіллем біржа праці, гуртожиток для гімназистів литовської гімназії та інші заклади.
У 1872–1876 роках монастир і костел перебудовані за проектом архітектора Н. М. Чагіна, щоби пристосувати їх під архів. При цьому внутрішній простір храму було поділено на п'ять поверхів.
У 1902–1903 роках з ініціативи та на кошти графа Антонія Тишкевича розібраний паркан монастиря і прибудови арендаторів, що не мали художньої цінності. На їхньому місці облаштований сквер.
З 1919 до 1934 року служби проходили у збереженій каплиці. У 1931 році у сквері відкрили пам'ятник Монтвіллу (скульптор Болеслав Балзукевич, архітектор Ян Бровський). Костел у 1934 році повернули францисканцям конвентуалам.
У 1948 році (за іншими відомостями в 1949) храм і костел були закриті, а будівлі націоналізовані. У монастирі знову розмістили архів, квартири, гуртожитки, склади, різні установи. У 1986 році монастирський комплекс переданий Республіканській раді товариств науково-технічної творчості, що заснувала тут Палац науки і техніки. У реставрованих приміщеннях розташувалися Американський центр та інші установи. 15 травня 1998 року костел повернений францисканцям конвентуалам. В даний час ведуться реставраційні роботи, але служби вже проходять.
Каплиця Сузіна, закрита разом з костелом в 1864, поступово занепадала. У 1904 році з ініціативи інженера Станіслава Блажевича була відремонтована на пожертвування. Її використовували для панахид. Після Другої світової війни довгий час була занедбана. У 1969 році за проєктом архітектора Антанаса Кунігеліса каплиця відреставрована. Деякий час у ній діяв магазин сувенірів.

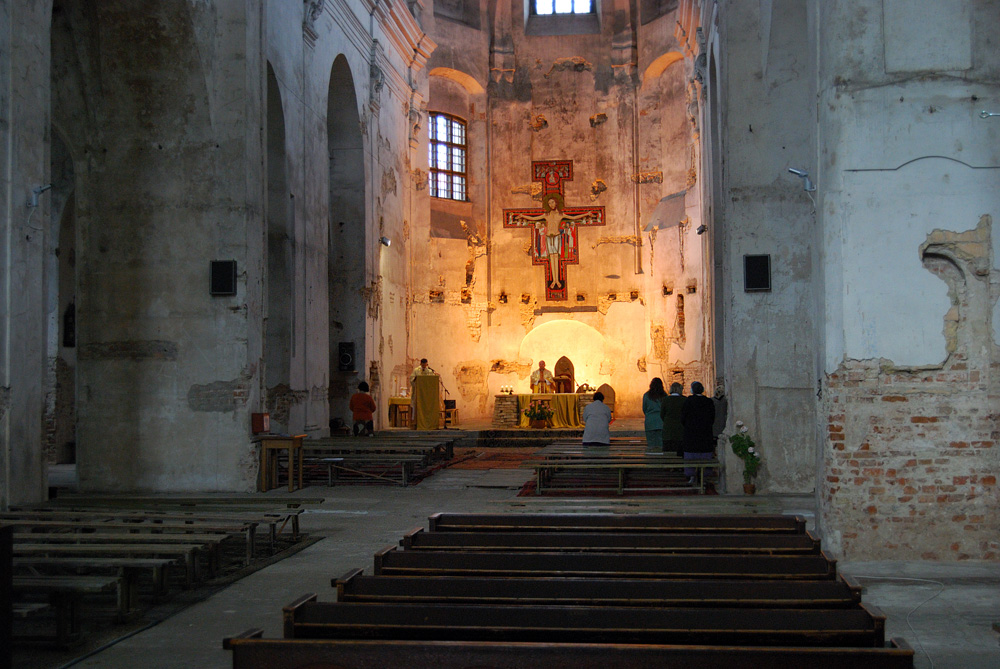
Інтер'єр храму

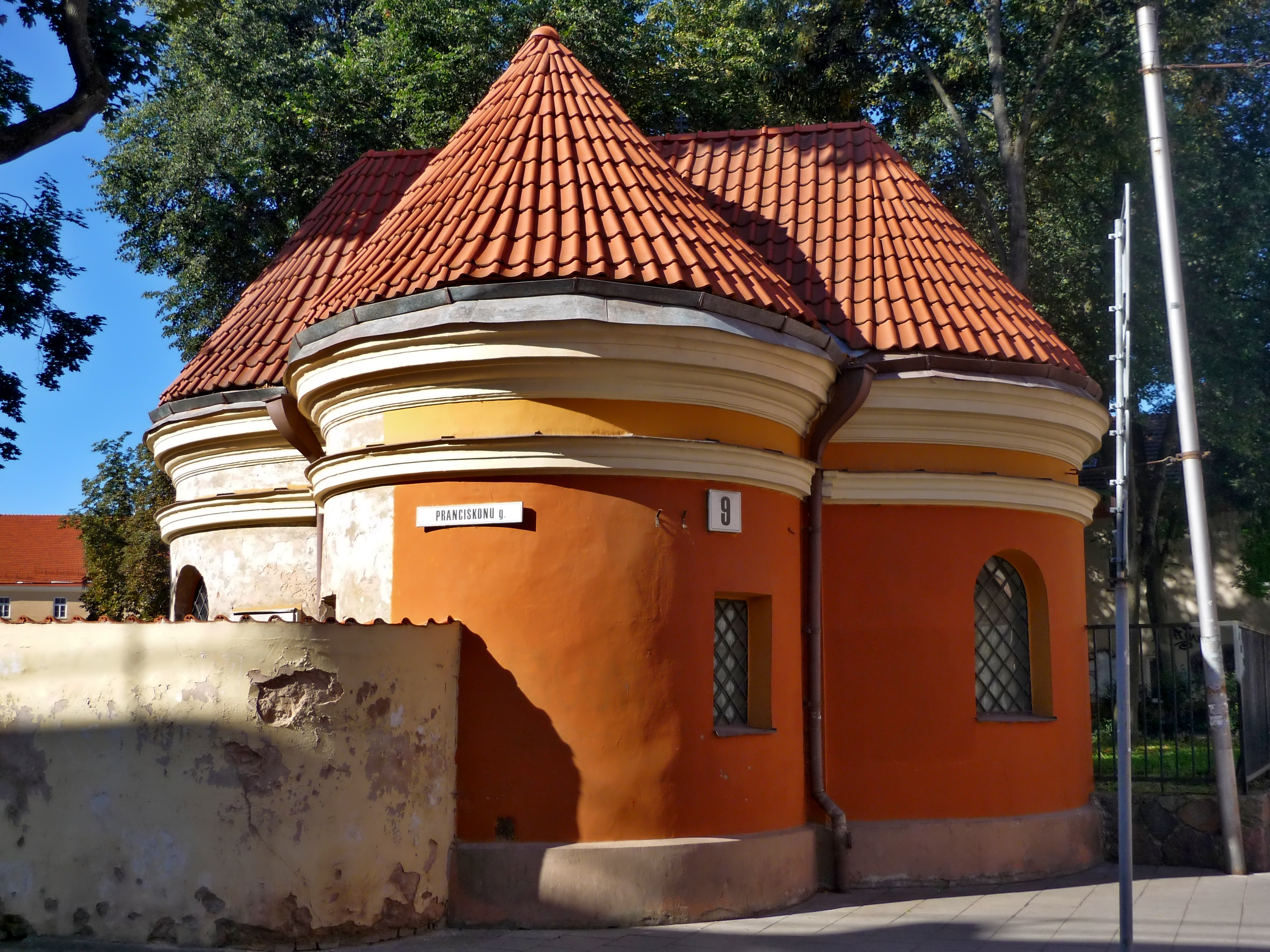
Каплиця Сузіна

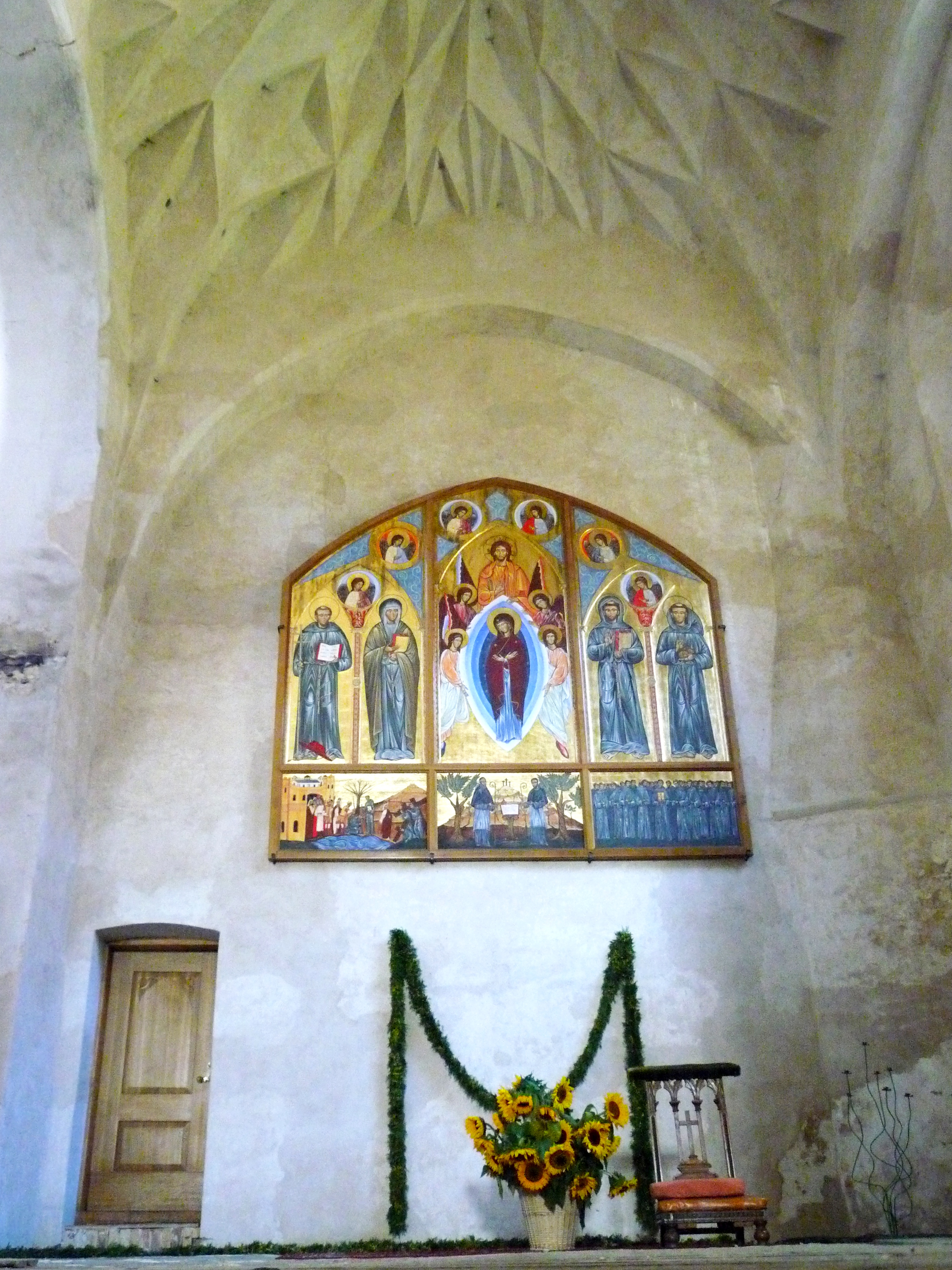
Триптих у візантійському стилі у правій наві костелу

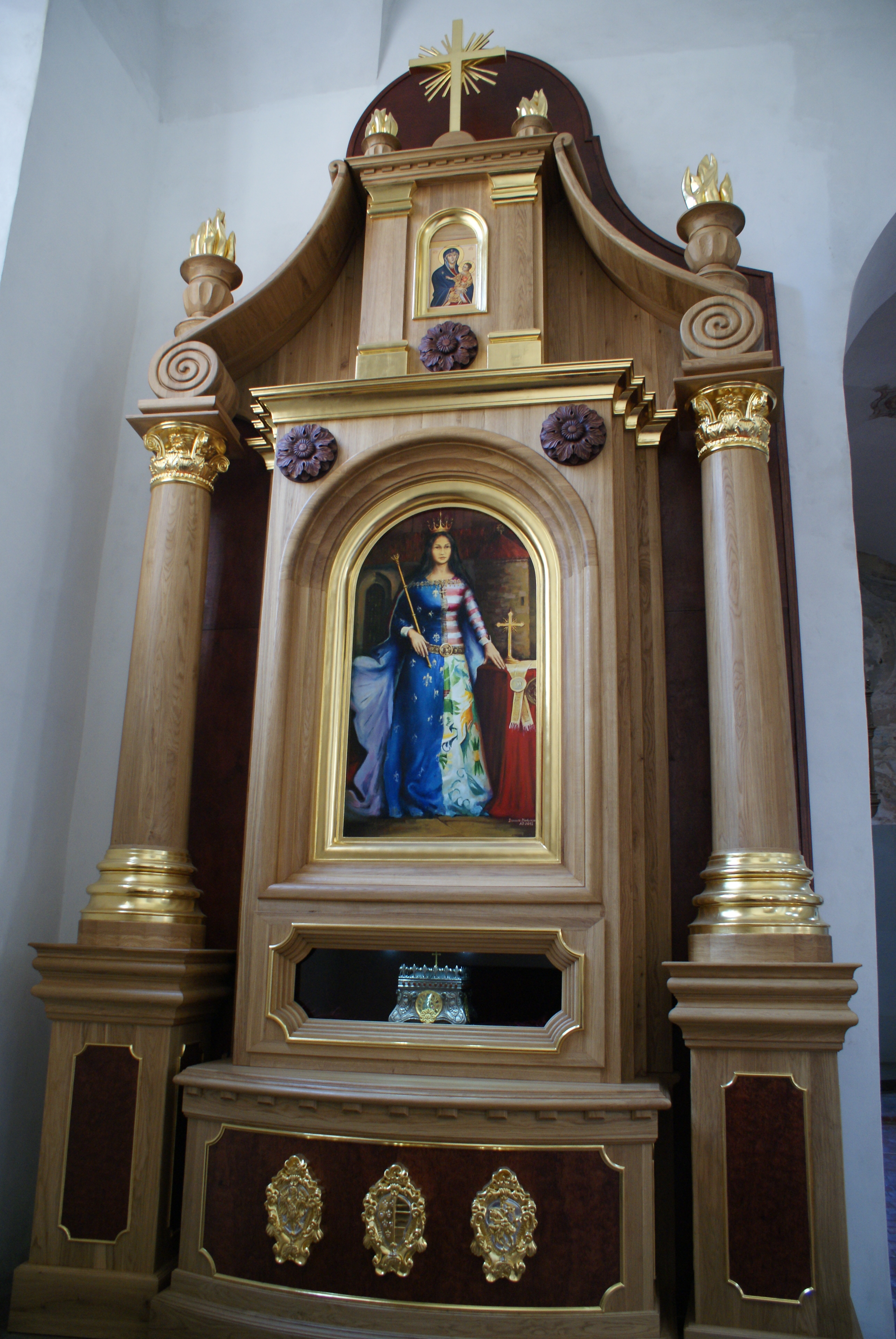
Вівтар з мощами св. Королеви Ядвіги

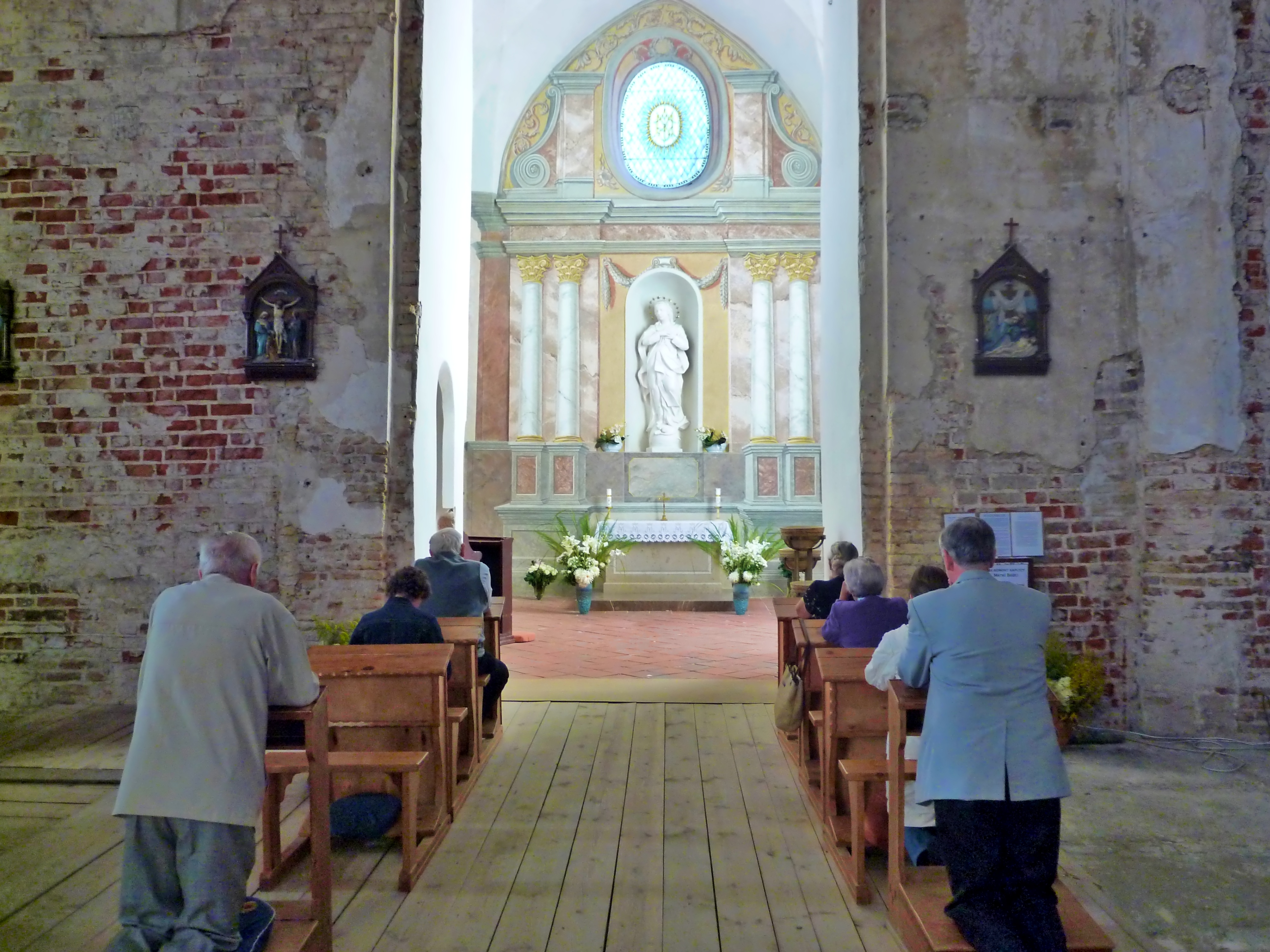
Молитва до Божої Матері